# Naomi 2
Pour les articles homonymes, voir Naomi.

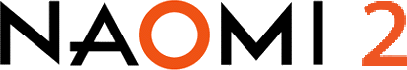
Logo du système Naomi 2

Naomi 2 est un système de jeu vidéo d'arcade qui succède au système Naomi. Il a été créé et commercialisé par Sega en 2000. À la suite de la restructuration subie au printemps 2000 et surtout à cause du faible accueil commercial de la Dreamcast au Japon, Sega se recentre sur le secteur arcade et commercialise le Naomi 2.

## Description
Le Naomi 2 est l'acronyme de New Arcade Operation Machine Idea (littéralement « nouvelle idée de machine d'arcade »), Naomi se traduit aussi par « beauté » en japonais[réf. nécessaire].
L'architecture matérielle du Naomi 2 est semblable à celle de son ainée, les jeux sont donc compatibles.
Le système offre des performances graphiques améliorées, bénéficiant de l'augmentation de la capacité graphique du matériel originel du Naomi. Il est maintenant animé par deux puces graphiques PowerVR CLX2, une puce VideoLogic Elan, la quantité de mémoire graphique a été doublée passant de 16 Mo à 32 Mo (soit quatre fois plus que la Dreamcast), permettant l'affichage de plus de détails graphiques,,.
Avec le Naomi 2, Sega propose dès l'achat son lecteur de GD-ROM en option. Les Dimm boards et GD-Roms, quelles que soient leurs versions (Naomi, Naomi 2), sont entièrement compatibles avec la Naomi ou la Naomi 2 (si le BIOS est adéquat, bien sûr).
Le Naomi 2 tout comme son prédécesseur peut être connecté en réseau, on parle alors de Naomi 2 Satellite Terminal.
Le système Naomi 2 s'impose à l'époque comme une référence de puissance en arcade, profitant du savoir-faire de Sega dans ce domaine.

## Spécifications techniques

### Processeurs

#### Processeur central
- CPU: Hitachi SH-4 à 200 MHz (SH7091)
- Mémoire : 32 Mo de SDRAM à 100 MHz
- Architecture : 64-bits
- Bande passante mémoire : 800 Mo/s

#### Coprocesseur géométrique
- Coprocesseur géométrique : puce VideoLogic modifiée avec gestion du Transformation & Lighting (T&L)(nom de code ELAN)
- Fréquence : 100 MHz
- Polygones par seconde : 10 millions de polygones par seconde avec 6 sources lumineuses
- Éclairages supportés :
  - Ambient Lighting
  - Parallel Lighting
  - Point et Spot Lighting
- Vertex : Dynamiques et Statiques
- Mémoire : 32 Mo

#### Processeur graphique
- Deux PowerVR2 (CLX2)
- Pixel Fill-Rate : 200 mégapixels par seconde
- Mémoire : 2 x 32 Mo de SDRAM à 100 MHz
- Architecture : 64-bits pour chaque GPU (128-bits au total)
- Bande passante mémoire : 800 Mo/s pour chaque GPU (1,6 Go/s au total)
- Effets graphiques :
  - Couleurs 16-bits et 24-bits
  - Polygons/strips/fans engine
  - Brouillard
  - Éclairage spéculaire
  - Filtrage de texture
    - Anticrénelage (full scene anti-aliasing)
    - Bilineaire
    - Trilineaire
    - Anistropique
    - MIP mapping
    - bump mapping
    - Correction de perspective
    - Alpha blending 8-bits (256 niveaux de transparence)
    - Ombrage de Gouraud

#### Audio
- Puce audio : Yamaha ASIC ARM7 à 45 MHz (support de 64 canaux à 48 kHz, son 16-bit)
- Mémoire : 8 Mo DRAM

### Médias
- Cartouche
- GD-ROM
- CompactFlash[7]

### Communications
- Port série RS232C

### Port jeux
- JAMMA Video Standard

### Compatibilité des bios
Comme de nombreux systèmes, le BIOS de la Naomi 2 a connu plusieurs révisions, en plus de connaitre plusieurs versions mise en place pour le zonage. Ainsi on trouve 3 zones : USA, Japon et Export.
Ce zonage n'est pas à négliger, car certain jeux ne fonctionnent qu'avec le bios d'une région. Les différentes révisions ont un impact encore plus important. Les premières versions ne permettaient pas l'utilisation du lecteur de GD-ROM et/ou le support du link (permettant de jouer à un même jeu sur plusieurs bornes équipé à chaque fois d'une Naomi et du jeu).
| Jeux                       | USA | JAPON | EXPORT |
| -------------------------- | --- | ----- | ------ |
| Virtua Fighter 4           | x   | -     | x      |
| Virtua Fighter 4 Evolution | x   | -     | x      |
| Virtua Striker 3           | x   | -     | x      |

| Jeux                         | USA | JAPON | EXPORT |
| ---------------------------- | --- | ----- | ------ |
| Beach Spikers                | x   | x     | -      |
| Virtua Fighter 4             | -   | x     | -      |
| Virtua Fighter 4 Evolution   | -   | x     | -      |
| Virtua Fighter 4 Final Tuned | -   | x     | -      |
| Virtua Striker 3             | x   | x     | -      |

## Liste des jeux
| Titre                                                 | Développeur | Éditeur | Système                    | Genre  | Date   |
| ----------------------------------------------------- | ----------- | ------- | -------------------------- | ------ | ------ |
| Beach Spikers                                         | Sega-AM2    | Sega    | Naomi 2 GD-ROM             |        | 2001   |
| Club Kart                                             | Sega        | Sega    | Naomi 2                    |        | 2001   |
| Club Kart: European Session                           | Sega        | Sega    | Naomi 2                    |        | 2002   |
| Club Kart Cycraft                                     | Sega        | Sega    | Naomi 2                    |        | 2003   |
| Club Kart Prize                                       | Sega        | Sega    | Naomi 2                    |        | 2003   |
| Initial D Arcade Stage                                | Sega Rosso  | Sega    | Naomi 2 GD-ROM             |        | 2002   |
| Initial D : Arcade Stage 2                            | Sega Rosso  | Sega    | Naomi 2 GD-ROM             |        | 2003   |
| Initial D : Version 3                                 | Sega Rosso  | Sega    | Naomi 2 GD-ROM             |        | 2004   |
| Initial D : Version 3 Cycraft                         | Sega Rosso  | Sega    | Naomi 2 GD-ROM             |        | 2005   |
| Jet Squadron                                          | Sega        | Sega    | Naomi 2                    |        | 2000   |
| King of Route 66                                      | Sega        | Sega    | Naomi 2                    |        | 2002   |
| Mobile Suit Gundam 0079 Card Builder                  | Banpresto   | Sega    | Naomi 2 Satellite Terminal |        | 2005   |
| Mobile Suit Gundam 0083 Card Builder                  | Banpresto   | Sega    | Naomi 2 Satellite Terminal |        | 2007   |
| Sega Driving Simulator                                | Sega        | Sega    | Naomi 2                    |        | 2002   |
| Soul Surfer                                           | Sega        | Sega    | Naomi 2                    |        | 2002   |
| Virtua Fighter 4                                      | Sega-AM2    | Sega    | Naomi 2 *                  |        | 2001   |
| Virtua Fighter 4 Evolution                            | Sega-AM2    | Sega    | Naomi 2 *                  |        | 2002   |
| Virtua Fighter 4 Evolution Ver. B                     | Sega-AM2    | Sega    | Naomi 2 GD-ROM             |        | 2003   |
| Virtua Fighter 4 Final Tuned                          | Sega-AM2    | Sega    | Naomi 2 *                  |        | 2004   |
| Virtua Fighter 4 Ver. B                               | Sega        | Sega    | Naomi 2 GD-ROM             |        | 2001   |
| Virtua Fighter 4 Ver. C                               | Sega-AM2    | Sega    | Naomi 2 GD-ROM             |        | 2002   |
| Virtua Striker III                                    | Sega-AM2    | Sega    | Naomi 2 *                  |        | 2001   |
| Wild Riders                                           | Sega        | Sega    | Naomi 2                    |        | 2001   |
| World Club Champion Football European Clubs 2004-2005 | Sega        | Sega    | Naomi 2 Satellite Terminal |        | 2005   |
| World Club Champion Football European Clubs 2005-2006 | Sega        | Sega    | Naomi 2 Satellite Terminal |        | 2006   |
| World Club Champion Football Serie A 2001-2002        | Sega        | Sega    | Naomi 2 Satellite Terminal |        | 2002   |
| World Club Champion Football Serie A 2001-2002 Ver.2  | Sega        | Sega    | Naomi 2 Satellite Terminal |        | 2003   |
| World Club Champion Football Serie A 2002-2003        | Sega        | Sega    | Naomi 2 Satellite Terminal |        | 2003   |
| World Club Champion Football Serie A 2002-2003 Ver.2  | Sega        | Sega    | Naomi 2 Satellite Terminal |        | 2004   |
| * Cartouche + GD-ROM                                  | ZZ-c+p      | ZZ-c+p  | ZZ-c+p                     | ZZ-c+p | ZZ-c+p |